# ODESSA
ODESSA（“前党卫队成员组织”德文的缩写）為一個傳說中的二戰後殘存納粹組織，但有少量間接證據證明似乎存在過。
依据西蒙·维森塔尔的陈述，一些党卫队的军官在战争即将结束的时候逃亡到了阿根廷，并在布宜诺斯艾利斯建立一个纳粹逃亡组织，代号为ODESSA。他们和德国、瑞士、意大利、梵蒂冈、佛朗哥时期西班牙的一些宗教势力，甚至是罗马教廷有联系。据说ODESSA曾经帮助阿道夫·艾希曼、約瑟夫·門格勒、埃里希·普里克等，还有其他许多战犯在拉丁美洲找到了庇护所。
但是一些史学家认为有关纳粹分子逃亡拉丁美洲的故事是被人为地夸大了，多了許多都市傳說成分。
现在，有一些新纳粹组织发表声明，他们应该被视为党卫队这一组织的发展和继续。但是还没有一个新纳粹组织被公认为是党卫队的延续，它们的组织通常比较松散，仅有一些不成系统的章程。